# Kévin Réza
Kévin Réza (Versalles, 18 de mayo de 1988) es un ciclista francés que fue profesional entre 2011 y 2021.

## Biografía
Kévin Réza se unió en 2007 al equipo Vendée U, filial del equipo Bouygues Télécom. A mediados de 2010 fue reclutado por el Bbox Bouygues Télécom como stagiaire junto a sus compañeros del Vendée U Tony Hurel y Jérôme Cousin. Durante este periodo fue 13.º del Gran Premio de Valonia y tanto él como Tony Hurel y Jérôme Cousin, fueron fichados finalmente por el Europcar, nuevo nombre del antiguo Bbox Bouygues Télécom.
En junio de 2021 anunció su retirada al final de temporada.

## Palmarés
2014
- 3.º en el Campeonato de Francia en Ruta

## Resultados en Grandes Vueltas
| Carrera | Carrera         | 2011 | 2012 | 2013  | 2014 | 2015  | 2016 | 2017 | 2018 | 2019 | 2020  | 2021 |
| ------- | --------------- | ---- | ---- | ----- | ---- | ----- | ---- | ---- | ---- | ---- | ----- | ---- |
|         | Giro de Italia  | —    | —    | —     | —    | 103.º | —    | —    | —    | —    | —     | —    |
|         | Tour de Francia | —    | —    | 134.º | 73.º | —     | —    | —    | —    | —    | 137.º | —    |
|         | Vuelta a España | —    | —    | —     | —    | 113.º | Ab.  | —    | —    | —    | —     | —    |

—: no participa
Ab.: abandono